# Зоб (хвороба)
Зоб, во́ло, стру́ма (лат. struma) — збільшення розмірів щитоподібної залози, що не пов'язане з злоякісним ростом, автоімунним чи запальним ураженням.

## Класифікація

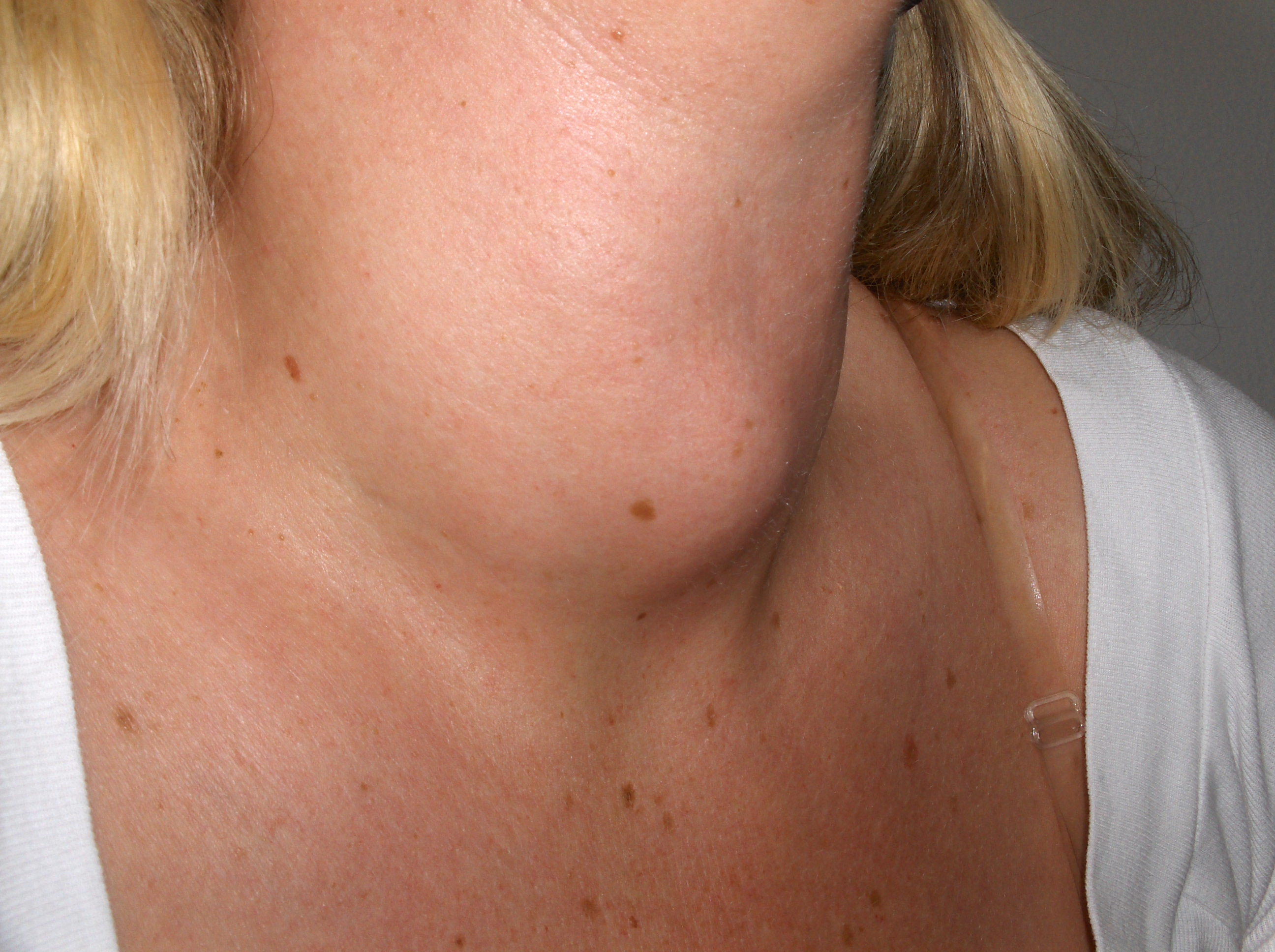
Зоб.

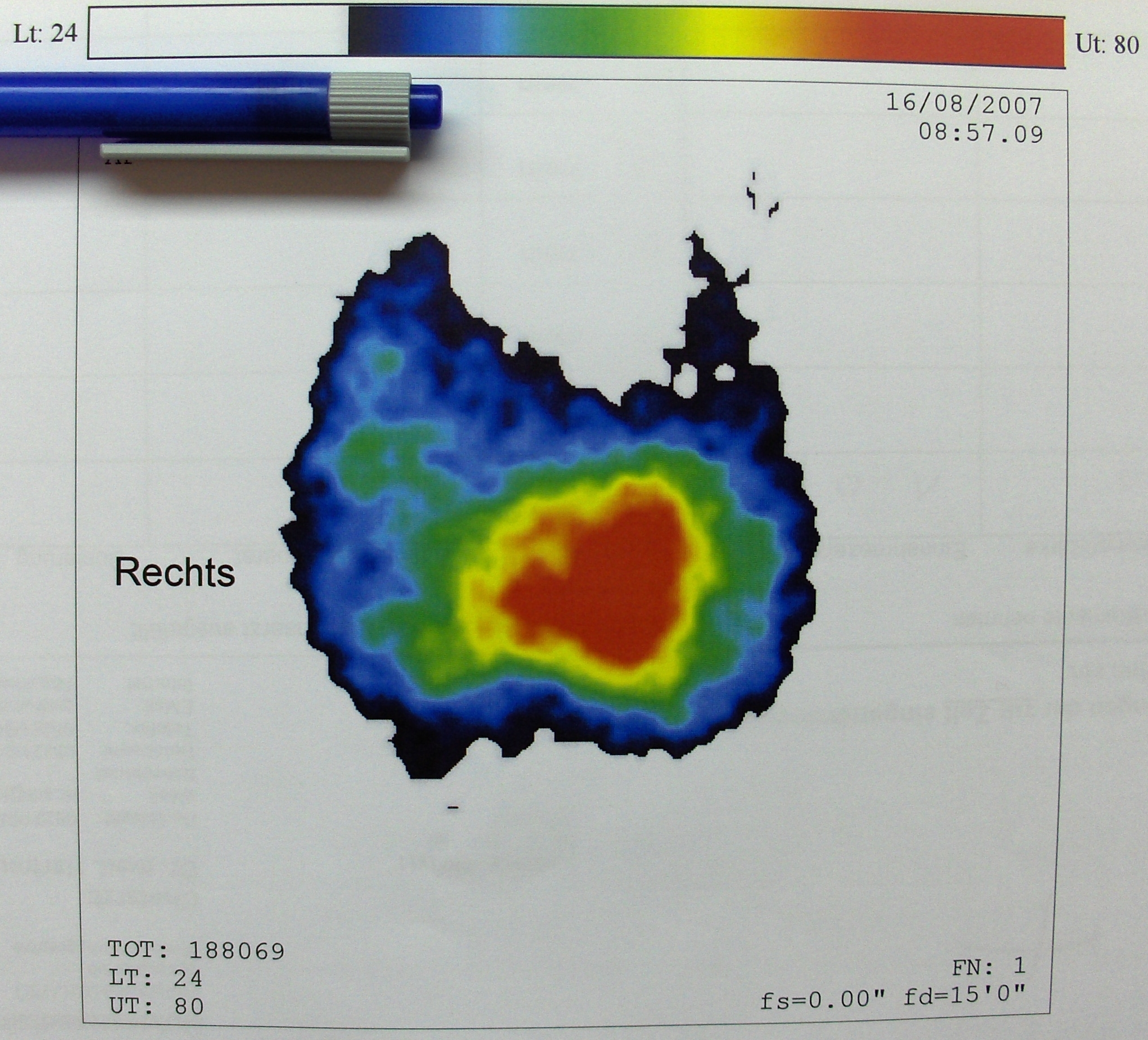
Зоб з автономною тиреоїдною аденомою.

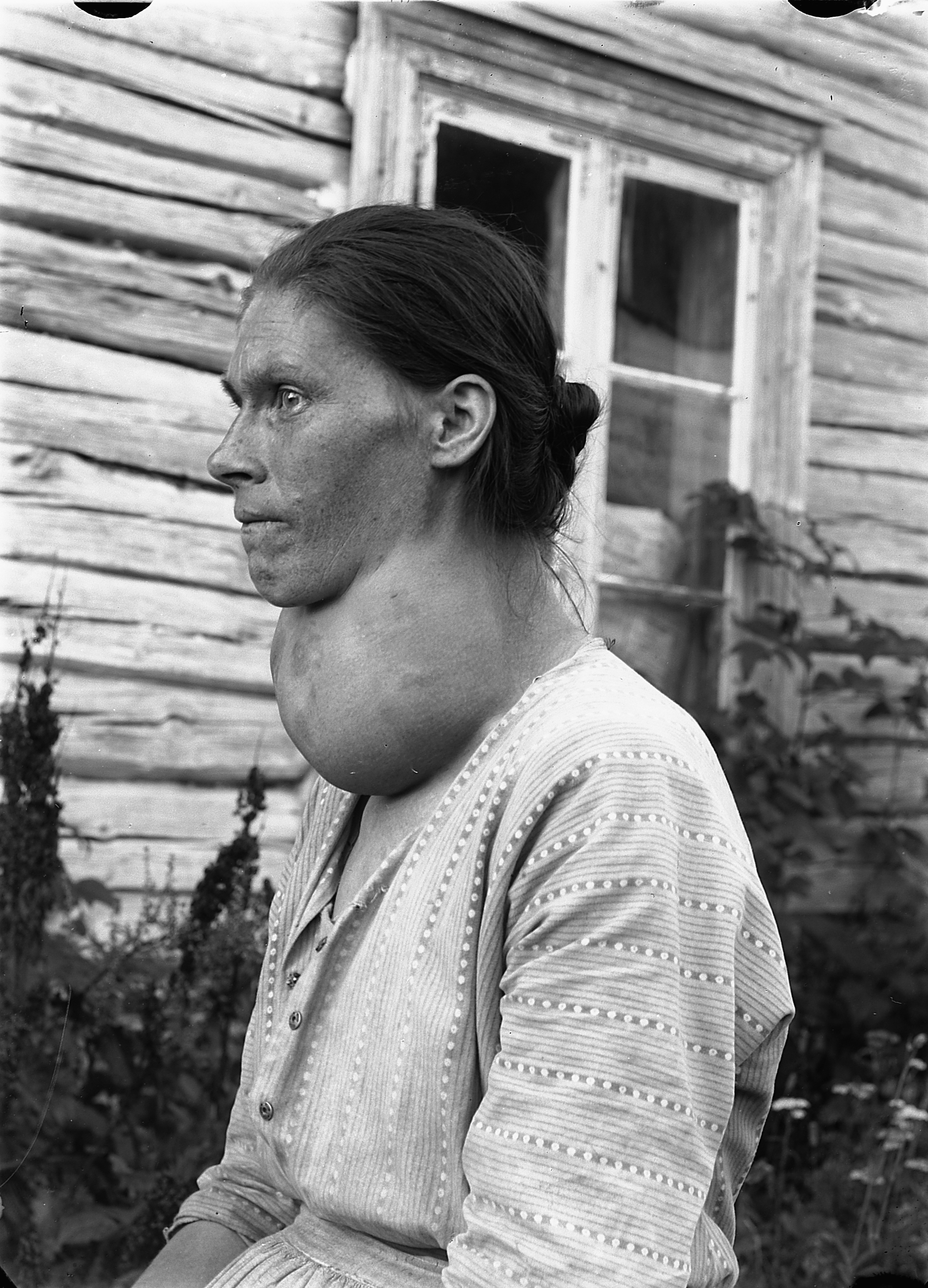
Зоб великих розмірів.

Існують різні класифікації зобу.

### Етіпатогенетична
- Ендемічний зоб — спостерігають в ендемічних географічних районах по зобу.
- Спорадичний зоб — спостерігають в неендемічних районах по зобу.

### Морфологічна[5]
- Дифузний зоб
- Вузловий зоб
- Змішаний (дифузно-вузловий) зоб

### За локалізацією[5]
- Звичайно розташований.
- Частково загрудинний.
- Кільцевий.
- Дистопований зоб із ембріональних закладок (зоб кореня язика, пірамідальної частки щитоподібної залози).

### За функціональними ознаками
Зоб може супроводжуватися зміною функціональної активності щитоподібної залози. Залежно від зміни гормонопродукуючої функції розрізняють:
- Гіпотиреоз — стан при якому вироблення тиреоїдних гормонів знижене.
- Еутиреоз — синтез основних гормонів щитоподібної залози в межах фізіологічної норми.
- Гіпертиреоз (Тиреотоксикоз) — щитоподібна залоза продукує підвищену кількість тиреоїдних гормонів.

Гіпертиреоїдизм — патологічний стан, що виникає внаслідок підвищеного синтезу основних гормонів щитоподібної залози (тироксину та трийодтироніну) та характеризується змінами серцево-судинної системи (тахікардія, вторинна артеріальна гіпертензія), нервової діяльності (дратівливість), шкіри (підвищена пітливість) та її придатків (ламкість нігтів, волосся), зниження маси тіла, появою очних проявів (рідке моргання, екзофтальм) тощо.

### За ступенем збільшення щитоподібної залози
Класифікація ВООЗ (2001 рік)
- Ступінь I — зоб пальпують, але його не видно при нормальному положенні шиї.
- Ступінь 2 — зоб пальпують і він видимий на око.
- Ступінь 3 — компресія органів ший, ретростернальне розташування.

## Етіологія
Ендемічний зоб (нетоксичний багатовузловий зоб) виникає внаслідок дефіциту йоду в їжі. Нетоксичний зоб входить до ознак синдрому Ашера.
Дифузний токсичний зоб — автоімунне ураження щитоподібної залози.

### Гіпотиреоз
- Вроджені порушення синтезу гормонів щитоподібної залози (див. кретинізм).
- Недостатність вживання йоду
- Антитиреоїдна терапія (наприклад, препаратом мерказоліл)

### Гіпертиреоз
- Дифузний токсичний зоб (хвороба Грейвса)
- Токсичний багатовузловий зоб
- Тиреоїдити

## Клінічні ознаки
Зоб ІІІ ст. може призводити до розвитку компресійного синдрому внаслідок здавлювання навколишніх анатомічні структур (трахея, стравохід), ускладнюючи дихання та ковтання. Компресійний синдром внаслідок зобу є показанням до хірургічного лікування — тиреоїдектомії.